# Teresa March
María Teresa March Alcalá (Barcelona, 13 de enero de 1930 - 12 de noviembre de 2001) fue una escritora española, principalmente de novelas rosas bajo los pseudónimos de Laura Denis, Síndola Martín y Amanda Román además de novelas de oeste bajo el pseudónimo Mark Sten.  Es hermana de la también escritora Susana March casada con Ricardo Fernández de la Reguera.

## Biografía
María Teresa March Alcalá nació el 13 de enero de 1930 en Barcelona, Cataluña, España, hija de Esteban March Gispert, administrador de fincas, y Genoveva Alcalá Domeque, maestra retirada. Su hermana fue la también escritora Susana March. Tres de sus hermanos fallecieron prematuramante.
Al igual que su hermana mayor Susana March, comenzó publicando populares novelas rosas, en su caso bajo diversos seudónimos. Además de publicar novelas, escribió algunas adaptaciones, ganando con Prohibido aparcar en 1968 el concurso de guiones originales para Televisión Española. En 1972, tras dejar temporalmente de escribir novelas rosas escribió un ensayo sociológico sobre la novela rosa. En 1977 su primera novela larga y dramática Los inocentes ganó el certamen Eulalio Ferrer.

"Yo he vivido siempre rodeada de gente de letras: mi hermana, Susana March, mi cuñado, Ricardo Fernández de la Reguera, mi marido es guionista de cine, todos los amigos están en ese mundo, y hasta los hijos, que vienen pegando. Pero, antes que nada, aunque el ambiente en que se vive influye mucho, yo escribo porque me lo paso bien. No es una evasión, pero la verdad es que me divierte escribir. Si no, no lo haría."
Teresa March

A principios de la década de 1980, volvió a escribir novela rosa, para pasar a escribir más tarde novelas del oeste.
Falleció el 12 de noviembre de 2001.

### Como Laura Denis
- Amor entre brumas (1956)
- Sonata de amor (1956)
- El pasado de un hombre	 (1957)
- Esposa a sueldo (1957)
- Ha pasado el circo (1957)
- Las dudas de Jacqueline (1957)
- Noemí, la esclava blanca (1957)
- Para siempre (1958)
- Sin amor (1958)

### Como Teresa March
- Los inocentes (1977)

### Como Amanda Román
- Ariadna y los hombres	(1981)
- La eterna juventud	(1982)
- Ciega pasión	(1982)
- La malcasada	(1982)
- La muchacha de oro	(1982)
- Más allá del amor y de la muerte	(1982)
- Sed de amar	(1982)
- Dinero y pasión	(1982)
- El arte de amar	(1982)
- Patricia vuelve a casa	(1982)
- Volver al amor	(1982)
- Entre el amor y la gloria	(1982)
- Un corazón a la deriva	(1982)
- Una mujer llamada Ángel	(1982)
- Un símbolo, un sueño, un imposible…	(1983)
- El despertar del amor	(1983)
- Ardiente amanecer	(1983)
- Dos mujeres y el amor	(1983)
- Una mujer de negocios	(1983)
- El verdadero amor	(1983)
- Venganza de mujer	(1983)
- Dos hombres y una mujer	(1984)
- No me dejes	(1984)
- Brumas de pasión	(1984)
- Mi querido guardaespaldas	(1984)

### Como Mark Sten
- Dos cabalgan juntos	(1986)
- Historia de un sheriff	(1986)
- A sangre y fuego	(1986)
- Un caballero en el Oeste	(1986)
- El sabor de la venganza	(1986)
- Pena de muerte	(1986)
- Sangre en la ruta de Oregón	(1986)
- Más allá del terror y la muerte	(1986)
- Un cadáver cubierto de barro	(1986)
- La hija del Diablo	(1986)
- Sangre india	(1986)
- La hija del sheriff	(1986)
- Orgía de sangre	(1986)
- El hombre de oro	(1986)
- Libre como un mustang	(1987)
- Rapto salvaje	(1987)
- ¡Dispara! luego pregunta	(1987)
- El manantial envenenado	(1987)
- Siete revólveres	(1987)
- El hombre marcado	(1987)
- Llega el pacificador	(1987)
- El oro de la muerte	(1987)
- La ley del destino	(1987)